# Meles Zenawi
Meles Zenawi (Adua, 8 maggio 1955 – Bruxelles, 20 agosto 2012) è stato un politico etiope, presidente dell'Etiopia dal 1991 al 1995 e primo ministro dal 1995 al 2012.